# Regió eclesiàstica Pulla

Situació de la Pulla a Itàlia

La regió eclesiàstica Pulla és una de les setze regions eclesiàstiques en les que està dividit el territori de l'Església catòlica a Itàlia. El seu territori es correspon al de la regió administrativa homònima de la República Italiana.

## Divisions
Aquesta regió eclesiàstica està formada per 19 diòcesis, que formen 4 províncies eclesiàstiques, segons l'articulació següent:
- Província eclesiàstica de Bari-Bitonto (1.728.455 habitants)
  - Arquebisbat de Bari-Bitonto, seu metropolitana - 740.900 habitants
  - Arquebisbat de Trani-Barletta-Bisceglie - 275.650 habitants
  - Bisbat d'Altamura-Gravina-Acquaviva delle Fonti - 170.360 habitants
  - Bisbat d'Andria - 162.310 habitants
  - Bisbat de Conversano-Monopoli - 245.457 habitants
  - Bisbat de Molfetta-Ruvo-Giovinazzo-Terlizzi - 133.778 habitants

- Província eclesiàstica de Lecce (1.112.800 habitants)
  - Arquebisbat de Lecce seu metropolitana - 289.615 habitants
  - Arquebisbat d'Otranto - 198.135 habitants
  - Arquebisbat de Bríndisi-Ostuni - 283.318 habitants
  - Bisbat de Nardò-Gallipoli - 220.256 habitants
  - Bisbat d'Ugento-Santa Maria di Leuca - 121.476 habitants

- Província eclesiàstica de Tàrent (712.179 habitants)
  - Arquebisbat de Tàrent seu metropolitana - 409.895 habitants
  - Bisbat d'Oria - 182.504 habitants
  - Bisbat de Castellaneta - 119.780 habitants

- Província eclesiàstica de Foggia (671.100 habitants)
  - Arquebisbat de Foggia-Bovino seu metropolitana - 210.496 habitants
  - Arquebisbat de Manfredonia-Vieste-San Giovanni Rotondo - 155.983 habitants
  - Bisbat de San Severo - 131.200 habitants
  - Bisbat de Cerignola-Ascoli Satriano - 105.134 habitants
  - Bisbat de Lucera-Troia - 76.543 habitants

## Conferència Episcopal de la Pulla (C.E.P.)
La Conferència Episcopal de la Pulla (C.E.P.) és un orgue col·legiat que reuneix tots els bisbes de les diòcesis que pertanyen a la Regió Eclesiàstica Pulla. La seu de l'assemblea és la ciutat de Bari. La seu llegata és Molfetta, prop del Seminari regional.
Actualment està presidida per monsenyor Francesco Cacucci, arquebisbe metropolità de Bari-Bitonto, el vicepresident és monsenyor Donato Negro, arquebisbe d'Otranto i el secretari és monsignor Michele Castoro, arquebisbe de Manfredonia-Vieste-San Giovanni Rotondo.
En formen part:
- els arquebisbes metropolitans:
  - Francesco Cacucci, de l'arquebisbat de Bari-Bitonto
  - Domenico Umberto D'Ambrosio, de l'arquebisbat de Lecce
  - Vincenzo Pelvi, de l'arquebisbat de Foggia-Bovino
  - Filippo Santoro, de l'arquebisbat de Tàrent

- els arquebisbes
  - Domenico Caliandro, de l'arquebisbat de Bríndisi-Ostuni
  - Michele Castoro, de l'arquebisbat de Manfredonia-Vieste-San Giovanni Rotondo
  - Donato Negro, de l'arquebisbat d'Otranto
  - Giovanni Battista Pichierri, de l'arquebisbat de Trani-Barletta-Bisceglie
  - Giovanni Ricchiuti, del bisbat d'Altamura-Gravina-Acquaviva delle Fonti

- els bisbes
  - Vito Angiuli, del bisbat d'Ugento-Santa Maria di Leuca
  - Raffaele Calabro, del bisbat d'Andria
  - Domenico Cornacchia, del bisbat de Lucera-Troia
  - Felice di Molfetta, del bisbat de Cerignola-Ascoli Satriano
  - Fernando Filograna, del bisbat de Nardò-Gallipoli
  - Claudio Maniago, del bisbat de Castellaneta
  - Luigi Martella, del bisbat de Molfetta-Ruvo-Giovinazzo-Terlizzi
  - Domenico Padovano, del bisbat de Conversano-Monopoli
  - Vincenzo Pisanello, del bisbat d'Oria
  - Lucio Angelo Renna, del bisbat de San Severo

- els arquebisbes emèrits
  - Giuseppe Casale, de l'arquebisbat de Foggia-Bovino
  - Carmelo Cassati, de l'arquebisbat de Trani-Barletta-Bisceglie
  - Vincenzo Franco, de l'arquebisbat d'Otranto
  - Benigno Luigi Papa, de l'arquebisbat de Tàrent
  - Rocco Talucci, de l'arquebisbat de Bríndisi-Ostuni
  - Francesco Pio Tamburrino, de l'arquebisbat de Foggia-Bovino
  - Settimio Todisco, de l'arquebisbat de Bríndisi-Ostuni

- els bisbes emèrits
  - Raffaele Castielli, del bisbat de Lucera-Troia
  - Francesco Zerrillo, del bisbat de Lucera-Troia
  - Mario Paciello, del bisbat d'Altamura-Gravina-Acquaviva delle Fonti

### Presidents de la Conferència Episcopal Pullesa
- (1952 - 1973) Enrico Nicodemo, arquebisbe metropolità de Bari e Canosa
- (1974 - 1987) Guglielmo Motolese, arquebisbe metropolità de Tàrent
- (1987 - 1994) Andrea Mariano Magrassi, arquebisbe metropolità de Bari-Bitonto
- (1994 - 1999) Benigno Luigi Papa, arquebisbe metropolità de Tàrent
- (1999 - 2008) Cosmo Francesco Ruppi, arquebisbe metropolità de Lecce
- (2008 - al càrrec) Francesco Cacucci, arquebisbe metropolità de Bari-Bitonto

## Diòcesis pulleses suprimides
- Bisbat de Alessano
- Bisbat d'Arpi
- Bisbat de Biccari
- Bisbat de Bitetto
- Bisbat de Canne
- Bisbat de Canosa
- Bisbat de Carmeiano
- Bisbat de Castro di Puglia
- Bisbat de Dragonara
- Bisbat d'Eca
- Bisbat de Egnazia Appula
- Bisbat de Erdonia
- Bisbat de Fiorentino
- Bisbat de Lesina
- Bisbat de Minervino
- Bisbat de Montecorvino
- Bisbat de Mottola
- Bisbat de Polignano
- Bisbat de Salpi
- Bisbat de Tortiboli
- Bisbat de Vulturara